# ۱۰۹۷ (قمری)
۱۰۹۷ (قمری)، هزار و نود و هفتمین سال در گاهشماری هجری قمری است. اول محرم این سال برابر با بیست و هشتم نوامبر سال ۱۶۸۵ میلادی است.